# Binária eclipsante

Uma estrela binária eclipsante, ou algólida, é uma estrela binária em que o plano de órbita das duas estrelas se aproxima de tal forma da linha de visão do observador que as componentes passam por eclipses mútuos. As estrelas deste tipo que são também binárias espectroscópicas e em que se conhece a paralaxe do sistema tornam-se importantes no que diz respeito à análise estelar.
A binárias eclipsantes são estrelas variáveis, não porque a luz de cada uma das estrelas componentes varie, mas por causa do movimento eclipsante. A estrela mais notável deste grupo é Algol, conhecida como "estrela demónio" pelos Árabes, provavelmente porque terão notado a sua insólita variação de luminosidade.
A curva de luz de uma binária eclipsante é caracterizada por períodos de luz praticamente constante com descidas abruptas na intensidade. Se uma das estrelas tiver maior dimensão que a outra, uma será obscurecida periodicamente por um eclipse total enquanto que a outra será obscurecida por um eclipse anular.
O período orbital de uma binária eclipsante pode ser determinado pelo estudo da curva de luz. Os tamanhos relativos de cada uma das estrelas podem ser determinados em termos de raios de órbita, a partir da observação da velocidade com que a luminosidade varia quando o disco da estrela mais próxima se sobrepõe ao disco da estrela mais distante. Se for uma estrela binária espectroscópica, também poderão ser determinados os elementos orbitais e, de forma relativamente fácil, a massa das estrelas, o que significa que se poderá também determinar as densidades relativas de cada uma.